# Маркос Хиралт Торенте
Маркос Хиралт Торенте (на испански: Marcos Giralt Torrente) е испански литературен критик и писател на произведения в жанра социална драма.

## Биография и творчество
Маркос Хиралт Торенте е роден през 1968 г. в Мадрид, Испания, в семейство на художници. Той е внук на писателя Гонсало Торенте Балестер. Завършва специалност „Философия“ в Автономния университет на Мадрид.
Първата му книга, сборникът с разкази „Разбери ме“, е издаден през 1995 г. В периода 1995 – 2010 г. сътрудничи на вестник El País, където е литературен критик за приложението Babelia. Първият му роман „Париж“ е издаден през 1999 г. Той получава наградата „Хералде“ и го прави известен. През 2010 г. е издаден романът му „Време за живот“, в който разказва за отношенията с баща си до смъртта му. Романът получава Националната награда за литература, а след превода му и италианската награда „Стрега“.
Бил е писател-резидент в Испанската академия в Рим, Кюнстлерхаус Шлос Виперсдорф и Университета на Абърдийн, и е бил част от Берлинската програма за артисти-резиденти през 2002 – 2003 г.
Маркос Хиралт Торенте живее в Мадрид.

## Произведения

### Самостоятелни романи
- París (1999) – награда „Хералде“[1][4]
- Los seres felices (2005)
- Tiempo de vida (2010) – национална награда за литература
Време за живот, изд.: ИК „Персей“, София (2016), прев. Румен Руменов

### Сборници
- Entiéndame (1995)[1]
- Nada sucede solo (1999)
- Cuentos vagos (2010)
- El final del amor (2011) – награда „Рибера дел Дуеро“ за разказ[5]
Краят на любовта : новели, изд.: ИК „Персей“, София (2020), прев. Румен Руменов
- Mudar de piel (2018)